# آيت أومعلا (تاونزا)
آيت أومعلا هي إحدى مشيخات المملكة المغربية، تتبع جغرافيا لإقليم أزيلال وإداريًا لتاونزا. يقدر عدد سكانها بـ 1298 نسمة حسب الإحصاء الرسمي للسكان والسكنى لسنة 2004.